# Drachkov
Drachkov falu és önkormányzat (obec) Csehország Dél-csehországi kerületének Strakonicei járásában. Területe 3,39 km², lakosainak száma 164 (2008. 12. 31). A falu Strakonicétől mintegy 6 km-re délnyugatra, České Budějovicétől 56 km-re északnyugatra, és Prágától 103 km-re délnyugatra fekszik.
A település első írásos említése 1219-ből származik.

## Látnivalók
- A főtéren álló kápolna.

## Népesség
A település népessége az elmúlt években az alábbi módon változott:
| Lakosok száma | 158  | 176  | 170  | 126  | 115  | 146  | 190  | 198  | 197  | 201  |
|               | 1869 | 1890 | 1921 | 1950 | 1980 | 2001 | 2017 | 2019 | 2022 | 2024 |